# Herb gminy Gdów

Herb gminy Gdów

Herb gminy Gdów – jeden z symboli gminy Gdów.

## Wygląd i symbolika
Herb przedstawia na tarczy w polu czerwonym nad pofalowanym pasem srebrnym, takież pół gryfa gdzie zamiast prawej łapy zbrojne ramię z mieczem. Gryf zaczerpnięty został z herbu Gryf rodu Gryfitów-Świebodziców, którzy odegrali znaczącą rolę w historii Gdowa i okolicznych wiosek. Założyli oni między innymi Gdów oraz ufundowali pierwszy kościół parafialny w miejscowości. Gryf został odmieniony poprzez odjęcie dolnej połowy ciała oraz zastąpienie prawej przedniej łapy ramieniem zbrojnym, które ma symbolizować całe miejscowe rycerstwo, nie tylko Gryfitów. Element ten nawiązuje także do bitwy pod Gdowem. Pofalowany pas odnosi się do rzeki Raby.

## Historia
Gmina Gdów ustanowiła 5 listopada 1992 herb, który nie spełniał norm heraldycznych. Nowy projekt został wybrany spośród trzech wariantów przedstawionych przez projektantów, Włodzimierza Chorązkiego i Mariusza Palucha.